# Juan Bordera Romá
Juan Bordera Romá (Alcoi, 1984) és un guionista, escriptor, periodista i polític valencià, diputat a les Corts Valencianes en l'XI legislatura (2023-2027) com a independent per la coalició Compromís.
Diplomat en l'Escola de Cine de València (Nucine) com a guionista i en l'Escola d'Arts Europees en l'especialitat de direcció i producció cinematogràfica, Bordera ha destacat com a activista en la lluita contra el canvi climàtic i com a periodista. Ha participat en moviments socials com la Red de Transición, una xarxa d'ajuda entre comunitats per a l'anomenada transició ecosocial inserida en l'anomenat decreixentisme; així com en grups d'acció directa com «Rebelión o Extinción», un moviment internacional que utilitza la desobediència civil no-violenta en un intent d'aturar l'agreujament del canvi climàtic i la crisi de recursos o Scientist Rebellion, una organització internacional de científics i activistes ecologistes.
En la seua tasca com a periodista destaquen les seues col·laboracions en periòdics especialitzats com CTXT, El Salto, Diagonal, Público o 15/15\15. I en mitjans internacionals com The Guardian o la revista Monthly Review. Ha col·laborat en diversos projectes documentals, teatre, ràdio i televisió. En agost de 2021 fou el periodista que va filtrar el primer esborrany de l'informe climàtic del Grup Intergovernamental d'Experts sobre el Canvi Climàtic (IPCC) de las Nacions Unides amb conclusions molt contundents sobre decreixement, emergència climàtica i capitalisme. A més a més és coautor de l'assaig El otoño de la civilización amb Antonio Turiel, físic del Centre Superior d'Investigacions Científíques (CSIC).I del recopilatori "¿El final de las estaciones?" també amb Turiel i amb el biòleg del CSIC, Fernando Valladares
A les eleccions a les Corts Valencianes de 2023 va obtindre l'acta de diputat per la circumscripció d'Alacant dins les llistes de Compromís en qualitat d'independent.